# Alberyk z Cîteaux

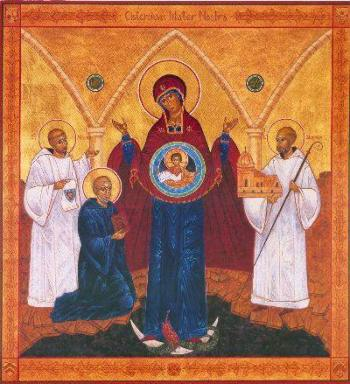
Trzech świętych założycieli opactwa w Cîteaux (od lewej): Stefan Harding, Robert z Molesme (klęczący w benedyktyńskim habicie) i Alberyk z Cîteaux.

Alberyk z Cîteaux, Święty Alberyk (Alberic, Aubry), (ur. ok. 1050, zm. 26 stycznia 1108 w Cîteaux) – reformator życia zakonnego, jeden z założycieli zakonu cysterskiego, drugi opat klasztoru w Cîteaux, święty Kościoła katolickiego.

## Żywot świętego
Alberyk co najmniej od czasów pobytu Roberta z Molesme w lesie Cellan (Collan lub Colan) był jego nieodłącznym towarzyszem wędrówek i poszukiwań samotni. We wspólnie założonym w 1075 r. zgromadzeniu w Molesme był zastępcą Roberta. Tamtejsi zakonnicy, aby uniemożliwić mu opuszczenie zgromadzenia i pójście za opatem Robertem z Molesme, kiedyś nawet uwięzili go. W 1098 r. był w grupie mnichów założycieli opactwa Cîteaux (obecnie Saint-Nicolas-lès-Cîteaux) a po odejściu Roberta z Molesme został opatem. W 1100 r. u papieża Paschalisa II uzyskał zgodę na wyodrębnienie się od benedyktynów, stosowanie nazwy cystersi oraz używanie białego (szarego) habitu z naturalnej wełny wraz z czarnym kapturem. Papież zatwierdził też surową regułę Instituta monochorum Cisterciensum de Molismo venienti według której zakonnicy nie mogli pobierać opłat za usługi kościelne a wszystkie dobra z których mieli korzystać powinni uzyskiwać własną pracą.
Jego następcą został Stefan Harding.

## Kult
Wspomnienie liturgiczne św. Alberyka w Kościele katolickim oraz w zakonach: trapistów i cystersów (uroczystość) oraz benedyktynów obchodzone jest 26 stycznia, razem ze św. Robertem i św. Stefanem.